# ケリー・ラッセル (ラグビー選手)
ケリー・ラッセル（Kelly Russell、1986年12月7日 - ）は、カナダの女子元ラグビー選手。

## プロフィール
- カナダ・トロント出身[1]。
- ポジションはナンバーエイト(No.8)。
- 身長 178cm、体重 83kg
- ワールドカップ2010・2014・2017のカナダ代表に選ばれてワールドカップ2014の時は主将を務めた[2]。

## 略歴
2016年、リオ五輪の7人制女子カナダ代表に選ばれて銅メダルを獲得。
2017年、現役を引退した。